# جوزپه کاراچلو
جوزپه کاراچلو (ایتالیایی: Giuseppe Caracciolo؛ زادهٔ ۱۷ آوریل ۱۸۹۲) یک فیلم‌بردار اهل ایتالیا است.
از فیلم‌ها یا مجموعه‌های تلویزیونی که وی در آن‌ها نقش داشته‌است می‌توان به بچه‌ها نگاهمان می‌کنند اشاره نمود.